# Rdza szparaga

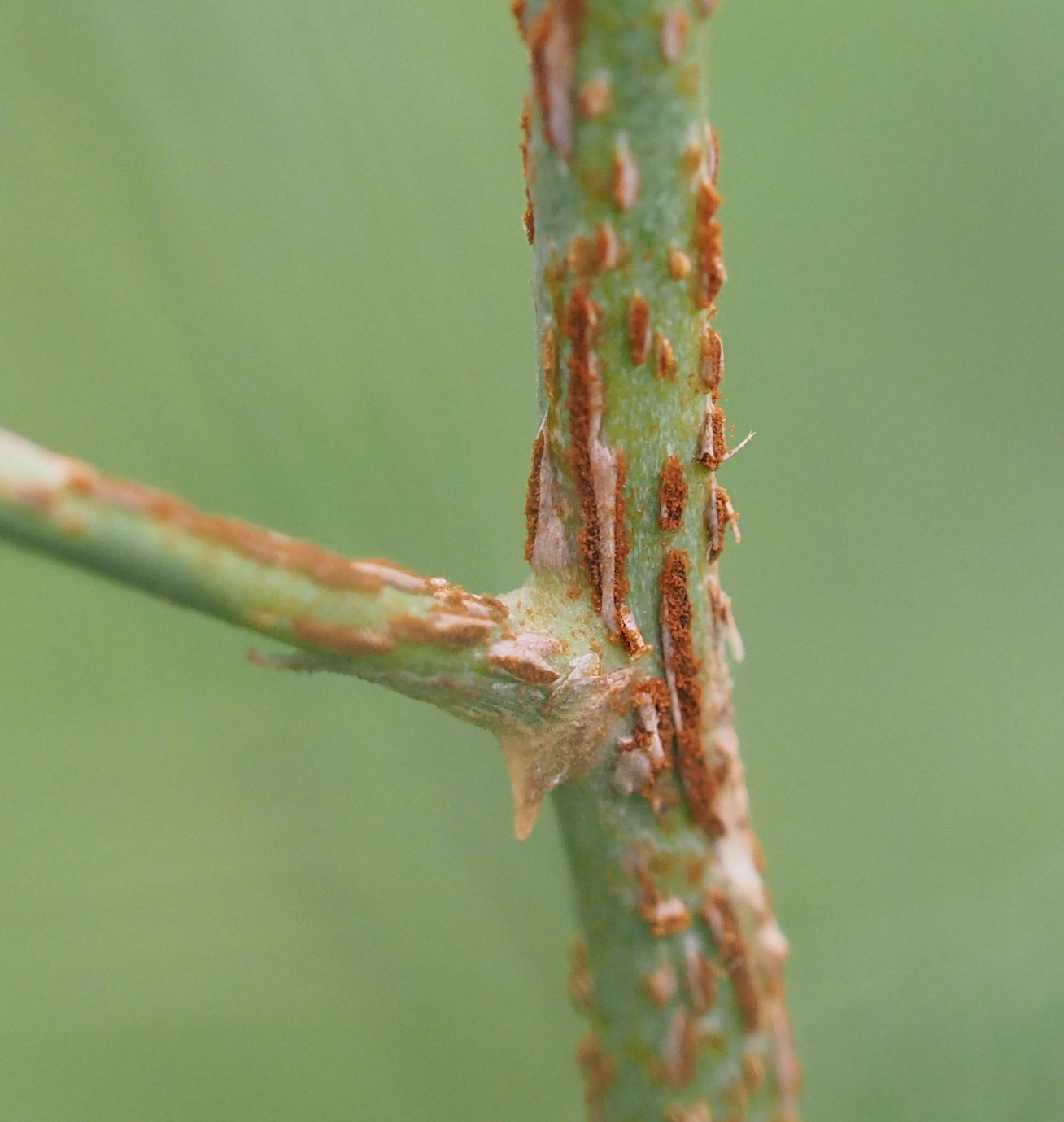
Uredia na szparagu

Rdza szparaga (ang. rust of asparagus) – grzybowa choroba szparagów wywołana przez Puccinia asparagi. Należy do grupy chorób zwanych rdzami. Jest to najgroźniejsza choroba szparaga w Polsce.

## Objawy i rozwój choroby
Pierwsze objawy choroby pojawiają się na pędach szparagów od końca marca do maja. Są to drobne plamy, początkowo oliwkowe, potem żółte, w końcu pomarańczowe. W ich obrębie powstają zarodniki zwane ecjosporami. Później powstają rdzawe skupiska zarodników letnich, zwanych urediniosporami. Rozprzestrzeniają one chorobę dokonując infekcji wtórnej. Przy sprzyjającej patogenowi pogodzie czas ich wytwarzania wynosi kilkanaście dni, w sezonie wegetacyjnym może więc powstać kilka pokoleń urediniospor. Pod koniec lata wytwarzany jest następny rodzaj zarodników – teliospory będące zarodnikami przetrwalnikowymi. Zimują one w obumarłych resztkach szparagów na polu, a wiosną tworzą przedgrzybnię dającą początek zarodnikom płciowym – (bazydiosporom, zwanym też sporydiami). Dokonują one infekcji pierwotnej na młodych pędach szparagów i cykl się zamyka.
Rdza szparaga powoduje żółknięcie i przedwczesne obumieranie nadziemnych pędów szparagów. Skutkuje to osłabieniem ich wzrostu i spadkiem plonów w następnym roku. Ponadto osłabione łatwiej ulegają porażeniu innymi chorobami, na przykład szarą pleśnią. Wraz z urediniosporami może być z roślin chorych na zdrowe przenoszony wirus powodujący inną chorobę szparagów – latentną wirozę szparaga.

## Ochrona
Zapobiega się chorobie lub ogranicza jej rozwój przez działania profilaktyczne:
- zakładanie nowych upraw szparagów z dala od zainfekowanych plantacji,
- uprawianie odmian odpornych na rdzę szparaga,
- jesienią usuwać z plantacji i spalać chore części roślin[3],
- zdezynfekować rośliny środkami zalecanymi w programie ochrony szparaga
- w przypadku zaobserwowania pojedynczych przypadków choroby, należy osłabionym roślinom doglebowo lub dolistnie podać zwiększone dawki nawozów azotowych[3].